# Дзадзики
Дзадзики (на гръцки: Τζατζίκι) е гръцка салата. Прави се от кисело мляко (обикновено овче или козе), краставици, чесън, сол, зехтин, понякога и лимонов сок, също мента, копър или магданоз. Винаги се сервира студена, но докато в Гърция и Турция се сервира като предястие или гарнитура към основното, на други места е често придружавана от хляб. Използва се още като добавка към дюнери.

## Етимология
Името е гръцкото произношение на името на турския джаджък, съдържащ по-голяма част от съставките за дзадзики.

## Варианти
Турският джаджък, по-разреденият роднина на салатата, обикновено се сервира като гарнитура към месо, въпреки че се възприема като супа или салата. Обичайни съставки са кисело мляко (козе), краставици, сол, чесън и суха дива мента. Сервирана като мезе, за салатата е характерна по-гъста консистенция.
В Кипър е позната като „талатури“, но рецептата често включва мента и по-малко чесън, за разлика от гръцката.
Позната е като „сух таратор“ или „Снежанка“ в българската, македонската и сръбската кухня. По време на приготовлението киселото мляко се оставя в кърпа за няколко часа, като по този начин губи голяма част от съдържащата се в него вода (става „цедено“). След това се прибавят краставици, чесън, сол и растително масло.
Подобни салати са известни в Ирак под името „джаджи(и)к“, обикновено сервирани като мезе и в компанията на алкохолни напитки, най-вече арак, подобна на узо напитка.
В Кавказкия регион се приготвя вариант, чието име е „овдух“. Вместо мляко се слага кефир, като по този начин се получава освежаваща лятна напитка. При прибавяне на полученото към смес от зеленчуци, яйца и шунка се получава „окрошка“.
В Иран се предлага салатата „мааст о хяр“, буквално означаващо „мляко с краставици“. Прави се от по-гъсто мляко, към което се добавят парченцата краставица и мента, или копър (понякога накълцани ядки за украса).